# Strongylaspis batesi
Strongylaspis batesi es una especie de escarabajo longicornio del género Strongylaspis, categorizada en la tribu Macrotomini, de la subfamilia Prioninae. Fue descrita por Lameere en 1903.
El período de actividad en ejemplares adultos se presenta regularmente entre octubre y diciembre. Existe un ejemplar de la especie en el museo de Historia Natural de Berlín.

## Descripción
Mide 27-31 mm de longitud. Sin embargo, se han encontrado ejemplares de hasta 38 mm.

## Distribución
Se distribuye por América del Sur: Argentina, Brasil y Paraguay.